# Michael Booker
Michael Booker (Cincinnati, 27 aprile 1975) è un ex giocatore di football americano statunitense che ha militato nel ruolo di cornerback nella National Football League.

## Carriera professionistica
Dopo avere giocato al college a football a Nebraska dove vinse due campionati NCAA, Booker fu scelto come 11º assoluto nel Draft NFL 1997 dagli Atlanta Falcons. Nella sua seconda stagione partì come titolare nel Super Bowl XXXIII, perso contro i Denver Broncos. Nel 2000 passò ai Tennessee Titans dove disputò le ultime due stagioni della carriera, chiusa con otto intercetti.

## Palmarès
- National Football Conference Championship: 1

Atlanta Falcons: 1998

## Statistiche
| Partite    | 73 |
| Sack       | 0  |
| Intercetti | 8  |